# Sani Pakush
Der Sani Pakush (auch Soni Pokush oder Sani Pakkush) ist ein Berg im Nordwesten des Karakorum-Gebirges.

## Lage
Der Sani Pakush befindet sich zentral im Batura Muztagh im pakistanischen Sonderterritorium Gilgit-Baltistan.
Der Berg besitzt eine pyramidale Gestalt und erreicht eine Höhe von 6951 m (nach anderen Angaben 6885 m). Er befindet sich im westlichen Teil der so genannten „Batura-Mauer“, die sich südlich des Baturagletschers erstreckt. 4,15 km ostsüdöstlich befindet sich der 6882 m hohe Beka Brakai Chhok.

## Besteigungsgeschichte
Die Besteigung des Sani Pakush gelang im Jahr 1991 einer deutschen Expedition über den Nordwestgrat. 
Am 29. Juli erreichten Arnfried Braun, Daniel Ketterer, Leo Klimmer und Hubert Bleicher den Gipfel. Die Südwand wurde im Oktober 2020 von den Franzosen Pierrick Fine und
Symon Welfringer erstmals durchstiegen. Für diese Leistung wurden die beiden Bergsteiger ein Jahr später mit dem Piolet d’Or ausgezeichnet.